# Piacenza–Cremona-vasútvonal
A Piacenza–Cremona-vasútvonal egy 31 km hosszúságú, normál nyomtávolságú vasútvonal Olaszországban, Piacenza és Cremona között. A vonal 3000 V egyenárammal villamosított, fenntartója az RFI.